# Stato associato
Con Stato associato o Stato libero associato si indica il soggetto minore (un territorio organizzato politicamente, generalmente con le forme di uno Stato sovrano) legato da un accordo di libera associazione con un soggetto maggiore (generalmente uno Stato sovrano di maggiori dimensioni).
La condizione di "Stato associato" di un certo soggetto e i termini precisi della sua libera associazione con un altro Stato sono generalmente determinati dal contenuto di un apposito trattato internazionale stipulato tra i due soggetti, oppure da disposizioni della costituzione del soggetto interessato o da altri atti aventi forza di legge; di conseguenza, le condizioni dell'associazione possono variare da un caso all'altro di Stato associato. Gli Stati associati possono essere descritti come Stati pienamente indipendenti oppure no, ma la libera associazione non costituisce una qualificazione del soggetto come uno Stato o come un soggetto del diritto internazionale. 
Informalmente, la condizione di Stato associato può essere considerata come una situazione di protezione amicale postcoloniale, di protettorato, di confederazione ineguale o di federalismo asimmetrico, dove il soggetto minore delega al soggetto maggiore alcuni dei poteri normalmente esclusivi di uno Stato sovrano, di solito con riguardo ai settori della difesa militare e della politica estera, pur godendo di converso di condizioni economiche favorevoli (come l'accesso al mercato dello Stato maggiore).
La Risoluzione 1541 dell'Assemblea generale delle Nazioni Unite del 15 dicembre 1960 stabilisce (al Principio VII) che l'associazione deve essere il risultato di una scelta libera e volontaria della popolazione dello Stato associato, espressa tramite processi democratici; con simili metodi democratici, la popolazione dello Stato associato può chiedere in ogni momento di modificare i termini dell'associazione. Lo Stato associato ha inoltre il diritto di determinare liberamente la sua Costituzione interna senza interferenze dall'esterno.

## Stati associati esistenti
Le Isole Cook (dal 1965) e Niue (dal 1974) sono definiti come "autogoverni in libera associazione" con la Nuova Zelanda. Gli organi della Nuova Zelanda non possono esercitare il potere legislativo a nome di questi territori, i quali, nelle relazioni internazionali, agiscono come Stati sovrani e sono autorizzati a firmare i trattati e interagire con gli organi delle Nazioni Unite. I due territori non sono membri delle Nazioni Unite e nessuno di essi ha espresso l'intenzione di aderirvi, poiché la Nuova Zelanda ha espresso il parere che una tale mossa comporterebbe per i loro abitanti la perdita del diritto all'acquisizione automatica della cittadinanza neozelandese: né gli abitanti delle Isole Cook né quelli di Niue godono infatti di una propria cittadinanza, ma acquisiscono automaticamente la cittadinanza neozelandese secondo le leggi della Nuova Zelanda. Tuttavia, la Nuova Zelanda non si è mai formalmente opposta a una tale richiesta, né ha sostenuto che i due paesi siano privi del diritto di aderire alle Nazioni Unite se fosse loro desiderio farlo.
Gli Stati Federati di Micronesia (dal 1986), le Isole Marshall (dal 1986) e Palau (dal 1994) sono Stati associati con gli Stati Uniti d'America, secondo i termini di un apposito Trattato di Libera Associazione (in inglese Compact of Free Association o COFA): questi soggetti sono Stati sovrani a tutti gli effetti, competenti per le questioni interne e membri delle Nazioni Unite, ma delegano agli Stati Uniti la loro difesa militare; il governo federale statunitense provvede poi a elargire ai tre Stati sovvenzioni economiche e garantisce l'accesso ai servizi sociali statunitensi ai cittadini di questi Stati. In cambio, gli Stati Uniti hanno il permesso di stabilire basi militari nel territorio dei tre Stati.
| Stato associato | Associato con | Associato dal   | Livello di associazione | Status internazionale                            |
| --------------- | ------------- | --------------- | --- | ------------------------------------------------ |
| Isole Cook      | Nuova Zelanda | 4 agosto 1965   | La Nuova Zelanda agisce per conto delle Isole Cook negli affari internazionali e nelle questioni relative alla difesa militare, ma solo su richiesta del governo delle Isole Cook e sulla base del suo consiglio e consenso | Non membro delle Nazioni Unite                   |
| Niue            | Nuova Zelanda | 19 ottobre 1974 | La Nuova Zelanda agisce per conto di Niue negli affari internazionali e nelle questioni relative alla difesa militare, ma solo su richiesta del governo di Niue e sulla base del suo consiglio e consenso                   | Non membro delle Nazioni Unite                   |
| Isole Marshall  | Stati Uniti   | 21 ottobre 1986 | Gli Stati Uniti d'America forniscono difesa militare e sovvenzioni economiche al governo locale, e accesso ai servizi sociali statunitensi ai cittadini del luogo                                                           | Membro delle Nazioni Unite dal 17 settembre 1991 |
| Micronesia      | Stati Uniti   | 3 novembre 1986 | Gli Stati Uniti d'America forniscono difesa militare e sovvenzioni economiche al governo locale, e accesso ai servizi sociali statunitensi ai cittadini del luogo                                                           | Membro delle Nazioni Unite dal 17 settembre 1991 |
| Palau           | Stati Uniti   | 1º ottobre 1994 | Gli Stati Uniti d'America forniscono difesa militare e sovvenzioni economiche al governo locale, e accesso ai servizi sociali statunitensi ai cittadini del luogo                                                           | Membro delle Nazioni Unite dal 15 dicembre 1994  |